# Women's BeNe League 2012/13
Het seizoen 2012/2013 was het eerste seizoen van de Women's BeNe League, een nieuwe hoogste Belgisch-Nederlandse vrouwenvoetbalcompetitie. In België kwam deze competitie boven de bestaande Eerste Klasse, in Nederland verving ze de Eredivise. De competitie startte na de winterstop van seizoen 2012/13, nadat in beide landen een nationale competitieronde was afgewerkt, respectievelijk de BeNe League Red en BeNe League Orange. Van beide landen streden de eerste vier ploegen in de BeNe League A om de titel en plaatsing voor Europees voetbal. De laatste vier van beide landen speelden in de BeNe League B. Het hoogst geplaatste team uit zowel België als Nederland in BeNe League A plaatste zich voor de UEFA Women's Champions League. Het laagst geplaatste Belgische team in de BeNe League B degradeert, voor de Nederlandse teams is er geen degradatie mogelijk.

## Eerste fase
In een eerste seizoenshelft werkten de clubs uit België en Nederland een nationale competitieronde af. De eindstand van deze competities bepaalde de indeling voor de beide BeNe Leagues. De Nederlandse en Belgische competitie startten op vrijdag 24 augustus 2012. Daarvoor, op 14 augustus 2012, namen de uittredende landskampioenen Standard en ADO Den Haag het tegen elkaar op in de BeNe SuperCup.

## Teams
- België
  - RSC Anderlecht
  - Beerschot AD
  - Club Brugge
  - WD Lierse SK
  - OHL
  - Sint-Truidense VV
  - Standard Fémina de Liège
  - Zulte Waregem
- Nederland
  - ADO Den Haag
  - Ajax
  - PSV/FC Eindhoven
  - sc Heerenveen
  - PEC Zwolle
  - SC Telstar VVNH
  - FC Twente
  - FC Utrecht

## BeNe League A

### Ranglijst

#### Stand
|          | pos | Club                     | GS | W  | G | V  | P  | DV | DT | DS  |
| -------- | --- | ------------------------ | -- | -- | - | -- | -- | -- | -- | --- |
| Gestegen | 1.  | FC Twente                | 14 | 11 | 0 | 3  | 33 | 40 | 10 | +30 |
| Gedaald  | 2.  | Standard Fémina de Liège | 14 | 9  | 4 | 1  | 31 | 34 | 11 | +23 |
| Stabiel  | 3.  | PSV/FC Eindhoven         | 14 | 7  | 5 | 2  | 26 | 22 | 11 | +11 |
| Stabiel  | 4.  | Ajax                     | 14 | 6  | 3 | 5  | 21 | 22 | 16 | +6  |
| Stabiel  | 5.  | ADO Den Haag             | 14 | 6  | 3 | 5  | 21 | 14 | 17 | -3  |
| Stabiel  | 4.  | WD Lierse SK             | 14 | 4  | 4 | 6  | 16 | 17 | 25 | -8  |
| Stabiel  | 7.  | RSC Anderlecht           | 14 | 1  | 3 | 10 | 6  | 13 | 35 | -22 |
| Stabiel  | 8.  | Beerschot AC             | 14 | 0  | 2 | 12 | 2  | 8  | 45 | -37 |

#### Uitleg kleuren
| Kleur | Kwalificatie voor                     |
| ----- | ------------------------------------- |
|       | UEFA Women's Champions League 2013/14 |

## BeNe League B

### Ranglijst

#### Stand
|          | pos | Club                | GS | W  | G | V  | P  | DV | DT | DS  |
| -------- | --- | ------------------- | -- | -- | - | -- | -- | -- | -- | --- |
| Stabiel  | 1.  | SC Telstar VVNH     | 14 | 11 | 1 | 2  | 34 | 50 | 12 | +38 |
| Stabiel  | 2.  | PEC Zwolle          | 14 | 11 | 1 | 2  | 34 | 52 | 21 | +31 |
| Stabiel  | 3.  | Heerenveen          | 14 | 9  | 1 | 4  | 28 | 42 | 21 | +21 |
| Stabiel  | 4.  | FC Utrecht          | 14 | 7  | 0 | 7  | 21 | 34 | 27 | +7  |
| Gestegen | 5.  | Oud Heverlee Leuven | 14 | 5  | 4 | 5  | 19 | 18 | 23 | -5  |
| Gedaald  | 6.  | Sint-Truiden        | 14 | 6  | 0 | 8  | 18 | 28 | 32 | -4  |
| Stabiel  | 7.  | Zulte Waregem       | 14 | 1  | 2 | 11 | 5  | 11 | 55 | -44 |
| Stabiel  | 8.  | Club Brugge         | 14 | 1  | 1 | 12 | 4  | 9  | 53 | -44 |

 Red: Anderlecht · Beerschot · Club Brugge · Lierse SK · OHL · Sint-Truidense VV · Standard · Zulte Waregem
 Orange: ADO Den Haag · Ajax · PSV/FC Eindhoven · sc Heerenveen · SC Telstar VVNH · FC Twente · FC Utrecht · PEC Zwolle